# Valbert
Valbert ist seit 1969 ein Stadtteil von Meinerzhagen im Märkischen Kreis und hat etwa 2200 Einwohner. Bis 1975 bildeten die Gemeinde Valbert und die Stadt Meinerzhagen das Amt Meinerzhagen.

## Geschichte
Valbert liegt an der jahrhundertealten Heidenstraße von Leipzig nach Köln, im Mittelalter auch ein Pilgerweg nach Santiago de Compostela, der von Händlern, Pilgern und vielen anderen genutzt wurde. An dieser Straße lag ein großer Teil der Valberter Hütten und Hammerwerke sowie die romanische St.-Nikolaus-Pfarrkirche und die Gerichtsplätze des Wibbel-, Buyr- und Femegerichts.
Im 11. Jahrhundert bekam Valbert seine erste Kirche. Sie war eine Gründung der Kölner Erzbischöfe und stand auf dem heutigen Denkmalsplatz. Die Kirche St. Nikolaus gehörte zur Gründungsausstattung des Klosters Grafschaft. Bis ins 17. Jahrhundert hinein gebührte dem Abt das Besetzungsrecht der Pfarrstelle.

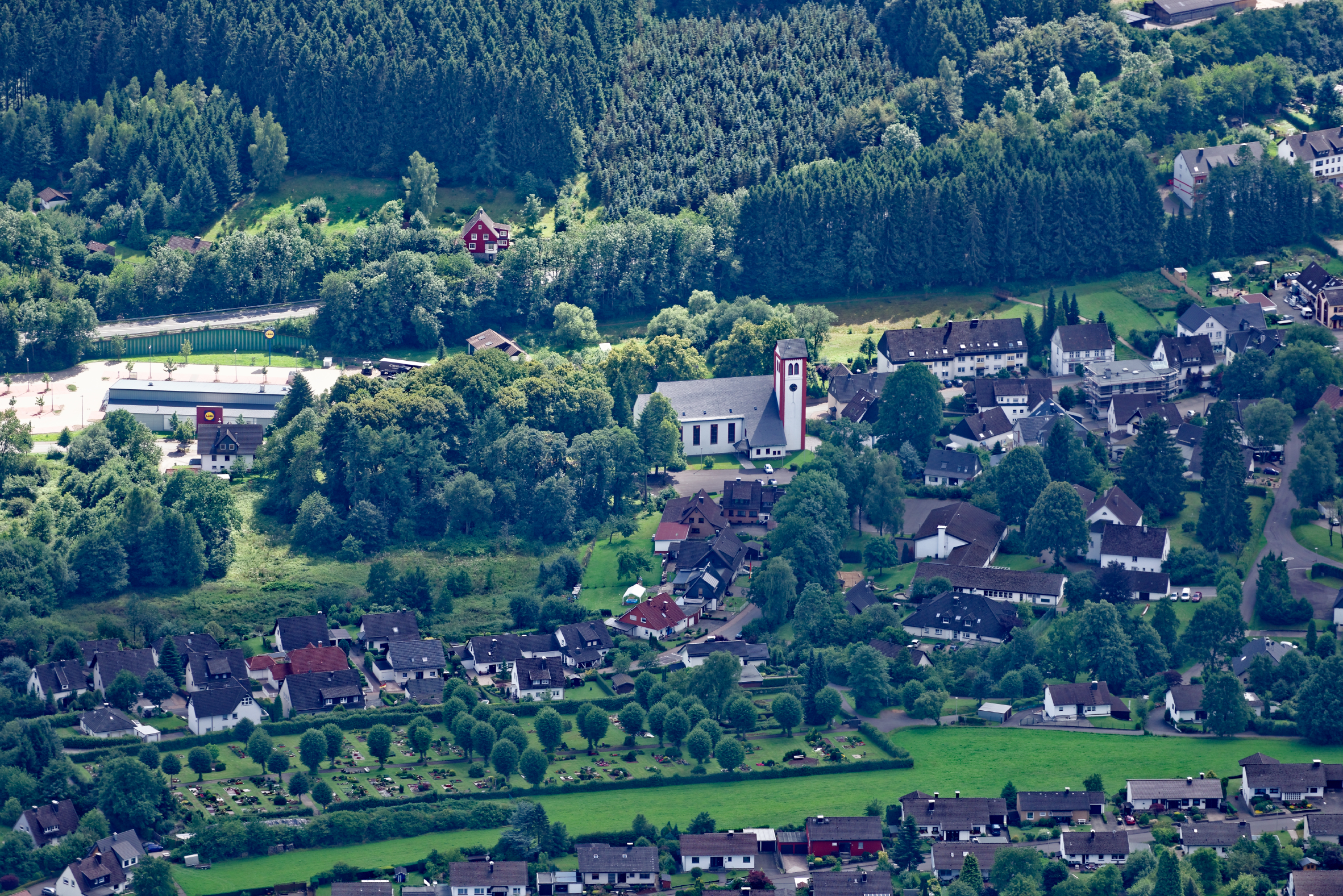
Friedhof und evangelische Kirche

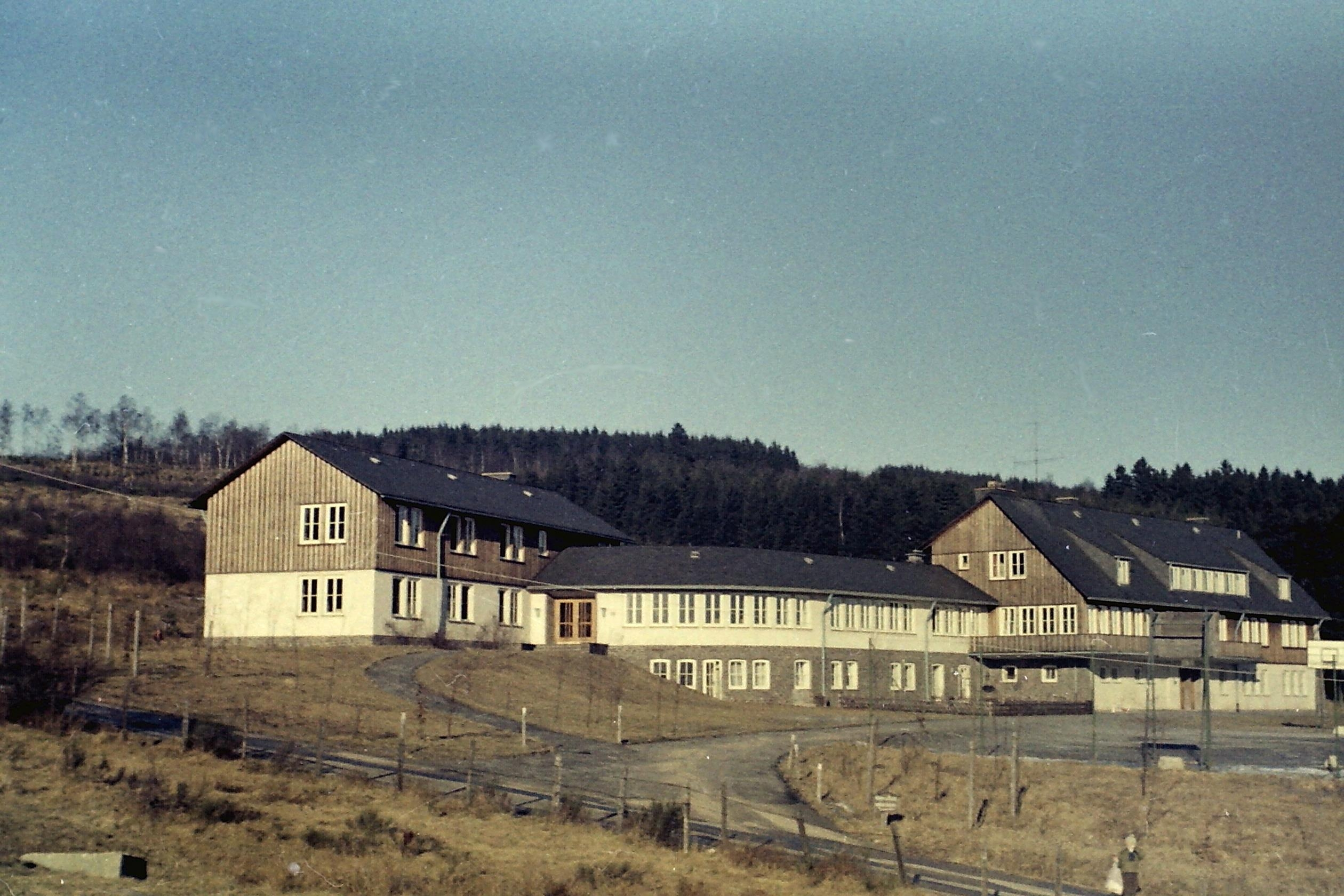
Haus am Ebbehang, als es unter der Trägerschaft des evangelischen Kirchenkreises Bochum als Schullandheim diente.

Die kölnischen Erzbischöfe hatten auch weltliche Rechte. Sie besaßen die Gogerichtsbarkeit im Gericht Attendorn, zu dem auch Valbert gehörte. Daneben traten bald Herrschaftsansprüche der Grafen von der Mark auf. Sie besaßen seit 1348 die Freigrafschaft Valbert und hatten ab 1455 ein Kirchspielgericht in Valbert. Seit dem 16. Jahrhundert wurde das Gogericht Lüdenscheid auch für Valbert zuständig. Die Kölner Erzbischöfe behielten aber Gerichtsrechte über die ihnen gehörenden Höfe und zugehörigen Leute. Diese machten etwa ein Viertel bis ein Drittel der Einwohner aus. Während der Reformationszeit gingen auch die kölnischen Untertanen zum Protestantismus über. Gleichwohl bildete Valbert und die umgebende Freigrafschaft ein märkisch-kölnisches Kondominat. Diese Zugehörigkeit zu zwei Herren blieb auch nach dem Ende des alten Reiches erhalten. Die beiden Gemeinden Westfälisch Valbert und Märkisch Valbert gehörten seit 1816/18 zunächst zum Kreis Olpe, bevor sie 1832 an den Kreis Altena kamen. 1858 erfolgte die Vereinigung der beiden Gemeinden zur Gemeinde Valbert.

### Name
In alten Überlieferungen und Urkunden wird Valbert unter verschiedenen Namen geführt: Wallebrecht, Valbricht, Fahlbrecht, Vallebert und Vahlbert. Erstmals urkundlich erwähnt wurde Valbert in der Gründungsurkunde des Klosters Grafschaft als Falebreht. Diese Urkunde, die die vom Kölner Erzbischof Anno II. im Jahr 1072 verliehenen Privilegien und Besitzungen des Klosters nennt, ist vermutlich nicht echt, sondern stammt aus dem 12. oder 13. Jahrhundert.
Manchmal wird der Name Valbert als Zusammensetzung der lateinischen Wörter vallis und berta („Tal der Berta“) gedeutet. Dem widerspricht aber der gerade in den alten Namen vorkommende Bestandteil -brecht.

### Schützen
Durch die Lage Valberts, jahrhundertelang direkt an der Grenze zum kurkölnischen Herzogtum Westfalen, kam es des Öfteren zu Streitigkeiten, die an Brisanz noch dadurch gewannen, dass es kurkölnischen Besitz auf dem Gebiet der Mark und auch umgekehrt gab. Da diese Streitigkeiten oft auf dem Rücken der Bauern ausgetragen wurden, schlossen diese sich zu einer Schützengilde zusammen und unterstützten die Grafen von der Mark, welche als Dank dafür den Valbertern das freie Fischerei- und Jagdrecht zugestanden. Der Jäger im Valberter Wappen stellt dies heute noch dar. Die Tradition der Valberter Schützen hat sich bis heute gehalten und findet im Schützenfest seinen jährlichen Höhepunkt.

### Bergbau
Im 12. Jahrhundert begann in Valbert bereits der Bergwerksbetrieb, während die heimische Industrie in den Tälern, mit Osemund-, Stabeisen- und Stahlhämmern, erst im 16. Jahrhundert begann, aber nach kurzer Zeit wegen schlechter Verkehrsverhältnisse wieder einging.

### Krieg und Krankheiten
In den folgenden Jahrhunderten war Valbert mehrmals von Kriegswirren betroffen. Davon legt die Germania auf dem Denkmalsplatz ein beredtes Zeugnis ab. Auch Brände, Pest und Hagelschlag suchten die Valberter heim.

### Tourismus und Steinindustrie
Durch den Bau der Listertalsperre 1909–1912 wurde der Tourismus gefördert, was eine zusätzliche Einnahmequelle für das Valberter Gebiet brachte. Die Bahnstrecke Meinerzhagen–Krummenerl, gebaut 1912–1927, wird für einen Steinbruch genutzt. Der Personenverkehr wurde 1955 beendet.

### Kommunale Neugliederung
Am 1. Januar 1969 verlor Valbert durch die kommunale Neugliederung in Nordrhein-Westfalen (Gesetz zur Neugliederung des Landkreises Altena und der kreisfreien Stadt Lüdenscheid) seine Eigenständigkeit und gehört seitdem zur Stadt Meinerzhagen.

### Pilgerstein
Am 18. Mai 2008 wurde der Pilgerstein als Wegweiser und zum Gedenken an die Heidenstraße und ihre Geschichte auf dem Denkmalsplatz in Valbert an der Position der ehemaligen St.-Nikolaus-Pfarrkirche gesetzt. Die Inschrift der Gedenktafel auf dem Pilgerstein lautet:
„Heidenstraße, jahrhundertealter Heer- und Handelsweg von Leipzig nach Köln. Im Mittelalter auch Pilgerroute auf dem Jakobsweg nach Santiago de Compostela im Nordwesten Spaniens. An dieser Straße lag ein großer Teil der Valberter Hütten und Hammerwerke. Hier war mit der romanischen St. Nikolaus-Pfarrkirche, ursprünglich auch Maria Magdalena geweiht, der Mittelpunkt des Kirchspiels Valbert. In unmittelbarer Nähe befanden sich die Gerichtsplätze des Wibbel-, Buyr- und Femegerichtes. Nikolaus und Maria Magdalena – Wegbegleiter an der Heidenstraße.“

## Vereine
- Gemeinsam für Valbert e. V.[4]
- Schützenverein Valbert e. V.
- Sportschützen Valbert e. V.
- TSG Valbert

## Wetter
Laut Deutschem Wetterdienst ist Valbert mit durchschnittlichen Niederschlägen von 1509,2 mm pro Jahr der regenreichste Ort in Nordrhein-Westfalen. Im gesamten norddeutschen Raum belegt Valbert, nach drei Messstationen im Harz, den vierten Rang.

## Tourismus und Freizeit
Im Sommer bieten sich die Berge und Wälder zum Wandern an, die Talsperren sind für viele Möglichkeiten des Wassersportes geeignet. Im Winter kommen die Wintersportler mit vielfältigen Möglichkeiten (z. B. Skilanglauf) zum Zuge.
Touristische Anziehungspunkte sind die Listertalsperre und die Wanderwege rund um den Berg Nordhelle im Ebbegebirge. Der Ortsteil Grotewiese mit der katholischen Magdalenenkapelle ist eine Wallfahrtsstätte und Ziel mancher Pilger. Auch der Valberter Karneval, der seit vielen Jahren gefeiert wird, ist für viele Menschen attraktiv.